# Tormento (telenovela venezolana)
Tormento es una telenovela venezolana producida y transmitida por la cadena RCTV en el año 1977. Es una versión de la novela homónima del escritor español Benito Pérez Galdós, realizada por José Ignacio Cabrujas y protagonizada por Mayra Alejandra, José Luis Rodríguez y Jean Carlo Simancas.

## Sinopsis
Amparo (Mayra Alejandra), una joven pobre y huérfana, se enamora de un hombre (José Luis Rodríguez) bueno y rico que le ofrece matrimonio, pero este no sabe que ella oculta un gran secreto: se vio envuelta en una relación amorosa con un sacerdote (Jean Carlo Simancas) sin vocación que está obsesionado con ella y que además no parece resignado a dejarla libre.  

## Elenco
- Mayra Alejandra – Amparo
- José Luis Rodríguez – Agustín
- Jean Carlo Simancas – Padre Pablo[1]
- Pierina España – Refugio
- Rolando Barral
- Daniel Alvarado
- Rafael Briceño
- Arturo Calderón
- Grecia Colmenares
- Hazel Leal
- Agustina Martín
- Jaida Morales
- Domingo Moreno – Teodoro
- Martha Olivo
- Hugo Pimentel
- Amalia Pérez Díaz – Rosalía

## Curiosidades
- Román Chalbaud, quien dirigió esta adaptación televisiva de la novela de Galdós, en una oportunidad habló del gran escándalo que provocaron las escenas de besos (transmitidas en el horario estelar) entre la protagonista encarnada por Mayra Alejandra y el cura representado por Jean Carlo Simancas.[2]

## Versiones
- Tormento, telenovela puertorriqueña de 1987 protagonizada por Yazmín Pereira, Carlos Vives y Daniel Lugo, y dirigida por Román Chalbaud.[3]